# オスカル・ペレア
オスカル・アンドレス・ペレア・アボンセ（Óscar Andrés Perea Abonce, 2005年9月27日 - ）は、コロンビア・リサラルダ県ペレイラ出身のサッカー選手。リーグ・アン・RCストラスブール所属。ポジションはFW。

## クラブ経歴

### アトレティコ・ナシオナル
2020年にアトレティコ・ナシオナルのユースチームに入団。2022年にトップチームに昇格し、5月15日のラ・エキダ戦に後半30分に交代で起用され、プロデビュー。同年9月には、イギリスの有力紙ガーディアンが毎年選出するネクスト・ジェネレーションの2022年度版の一人に選出される。翌2023年シーズンに一気に主力選手に成長。リーグ戦35試合5ゴールを記録した。

### RCストラスブール
2024年7月2日、RCストラスブールと5年契約を結んだ。

## 代表経歴
2024年に2024年パリオリンピックの出場国を決める2024年CONMEBOLプレオリンピック大会で、U-23コロンビア代表としてプレーした。